# Iglesia de los Mártires (Hanói)
La Iglesia de los Mártires o bien la Iglesia de Cua Bac (en vietnamita: Nhà thờ Cửa Bắc) es una iglesia católica en Hanói, en el país asiático de Vietnam. La iglesia fue construida en 1932 por la administración francesa de Indochina como parte del plan urbano de Hanói supervisado por Ernest Hébrard. Hoy en día, la Iglesia de Cua Bac es una de las tres principales iglesias de Hanói, junto con la Iglesia de Ham Long y la catedral de San José. En noviembre de 2006 , la Iglesia Católica de Cua Bac se convirtió en la sede de un servicio religioso conjunto de los vietnamitas católicos y protestantes con la participación del entonces presidente de Estados Unidos George W. Bush, quien se encontraba de visita oficial en Vietnam .